# Skäggs

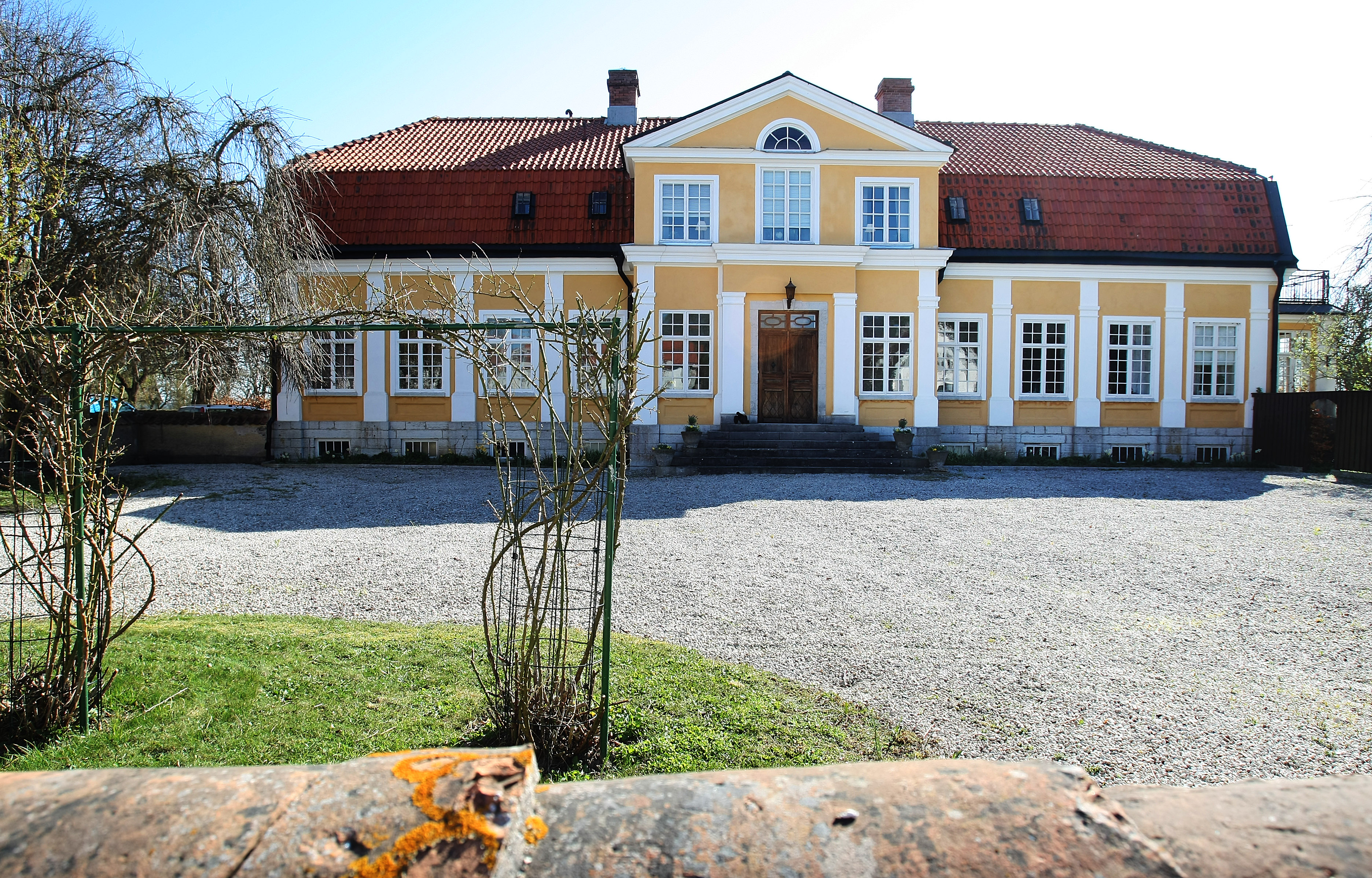
Skäggs Gård

Skäggs är en herrgård i Väskinde socken på Gotland. Det är en av Gotlands till arealen största gårdar med sina 1 376 hektar. Skäggs ägs av familjen von Corswant. Skäggs är en hopslagning av fyra gårdar, Kviungs, Burge, Överreis och Skäggs. Produktionen på gården är till största del inriktad på spannmål och morötter.
Gården var 2012 ute till försäljning för 150 miljoner kronor.